# AMPERS
AMPERS (Association of Minnesota Public Educational Radio Stations) ist ein Public Media Network mit Sitz in Saint Paul (Minnesota). Es ist die zweitgrößte Public-Radio-Organisation des Staates nach Minnesota Public Radio (MPR).
Das Netzwerk wurde 1972 gegründet. Von 2004 bis 2012 hieß die Organisation Independent Public Radio (IPR). Die Organisation seinen Mitgliedsstationen, ihr Fundraising zu koordinieren und Programmanteile zu tauschen. Mit zwölf von 18 Stationen sind ein Großteil College Stations.